# Batis d'ulleres carunculades
La batis d'ulleres carunculades (Platysteira tonsa) és un ocell de la família dels platistèirids (Platysteiridae).

## Hàbitat i distribució
Habita la selva pluvial, localment a les terres baixes de Costa d'Ivori, sud de Nigèria, sud de Camerun, el Gabon, sud-oest de la República Centreafricana, i nord-est i est de la República Democràtica del Congo.